# Хайнрих VIII (Ройс-Хиршберг)
Хайнрих VIII Ройс-Хиршберг (на немски: Heinrich VIII Reuss zu Hirschberg; * 20 май 1652 в Лобенщайн; † 29 октомври 1711 в Хиршберг) от фамилията Ройс--Лобенщайн „младата линия“ е граф и господар на Хиршберг на Зале в Тюрингия.
Той е син (от трите сина от 12 деца) на граф Хайнрих X Ройс-Лобенщайн-Еберсдорф (1621 – 1671) и съпругата му Мария Сибила фон Ройс-Плауен (1625 – 1675), дъщеря на Хайнрих IV Роус-Оберграйц от „старата линия“ (1597 – 1629) и Юлиана Елизабет фон Даун-Ньофвилер фон Вилдграф (1602 – 1653). Брат е на граф Хайнрих III Ройс-Лобенщайн (1648 – 1710) и граф Хайнрих X Ройс-Еберсдорф (1662 – 1711).
След смъртта на баща им (1671) братята управляват заедно собственостите, които по-късно разделят на нови под-линии.
Баща му купува през 1664 г. дворец Хиршберг. От 1678 г. там резидира и управлява Хайнрих VIII Ройс-Хиршберг до смъртта си 1711 г. Той построява новия дворец 1678 г. в стил барок. Дворецът по-късно е лятна резиденция.

## Фамилия
Хайнрих VIII Ройс-Хиршберг се жени на 3 март 1679 г. в Михлтроф за фрайин Елизабет София фон Боденхаузен (* 27 юни 1650, Мюлтроф; † 7 май 1687, Хиршберг), дъщеря на фрайхер Франц Вилке фон Боденхаузен (1623 – 1686) и Магдалена Агнес фон Реден (1624 – 1671). Бракът е бездетен.
Хайнрих VIII Ройс-Хиршберг се жени втори път на 19 юли 1688 г. за София Юлиана Ройс-Оберграйц (* 25 декември 1670, Грайц; † 23 август 1696, Грайц), дъщеря на граф Хайнрих I Роус-Оберграйц (1627 – 1681) и графиня Сибила Юлиана фон Шварцбург-Арнщат (1646 – 1698). Бракът е бездетен.